# Оксид марганца(II,III)
Оксид марганца(II,III) — неорганическое соединение, окисел металла марганца с формулой Mn3O4,
коричнево-чёрные кристаллы,
не растворяется в воде.

## Получение
- В природе встречается минерал гаусманит — Mn3O4 с примесями.

## Физические свойства
Оксид марганца(II,III) образует коричнево-чёрные кристаллы
тетрагональной сингонии,
пространственная группа I 41/amd,
параметры ячейки a = 0,575 нм, c = 0,942 нм, β = 103,9°, Z = 4.
При 1160°С происходит переход в фазу кубической сингонии.
Парамагнетик.